# Félix de Beaussier
Pour les articles homonymes, voir Beaussier.
Félix de Beaussier, né le 22 février 1650 à Toulon, et mort le 9 août 1724 dans cette même ville, est un officier de la Marine royale française.

## Biographie
Félix de Beaussier est né le 22 février 1650 à Toulon. En décembre 1673, il entre au service comme enseigne. En 1682 et 1683, il commande la galiote la Brûlante durant les bombardements d'Alger par Duquesne. En 1684, il commande la galiote la Belliqueuse devant Gênes.
Il prend part aux trois grandes batailles suivantes :
- Bataille du cap Béveziers, le 10 juillet 1690[2]. Il est promu capitaine de vaisseau en 1693[1].
- Durant la Bataille navale de Vigo, le 23 octobre 1702, il commandait le "Ferme"[2],[1].
- Bataille navale de Vélez-Málaga, le 22[1] ou 24 août 1704[2], il commandait l’Orgueilleux.

En 1707, il participe à la défense de Toulon sous Langeron. Il meurt dans cette ville le 9 août 1724.

## Récompense
- Chevalier de l'ordre royal et militaire de Saint-Louis[3]